# Списък на франкските владетели
Това е Списък на франкските владетели.

## Ранни франкски малки крале
- Аскарик (умр. 306 г.)
- Мерогез (3 – 4 век)
- Генобавд (късния 4 век)
- Суно (късния 4 век)
- Маркомер (късния 4 век)
- Малобавд (късния 4 век)
- Теодомер, син на Рикомер, крал 422
- Егидий
- Сигиберт Куция, крал на рипуарските франки 496
- Хлодерих, крал на рипуарските франки (507 – 08)

## Меровинги
- Фарамунд, (син на Маркомер), крал на салическите франки (420 – 428), вероятно не е исторически
- Клодион, крал на салическите франки (430/440)
- Меровех, крал на салическите франки (450/460)
- Хилдерих I, крал на салическите франки (458 – 482)
- Хлодвиг I, крал на салическите франки (482 – 511), крал на обединените салически и рипуарски франки (пр. 509)
- Рагнахар, крал на салическите франки края на 5 век
- Харарих, крал на салическите франки края на 5 век

(след това разделяне на кралството между синовете на Хлодвиг)
- Частично кралство Париж
  - Хилдеберт I, крал (511 – 558)

- Частично кралство Мец
  - Теодорих I, крал (511 – 534)
  - Теодеберт I, крал (534 – 548)
  - Теодебалд, крал (548 – 555)

- Частично кралство Соасон
  - Хлотар I, крал (511 – 558)

- Частично кралство Орлеан
  - Хлодомер, крал (511 – 524)

- Хлотар I, крал на обединеното кралство (558 – 561)

(след това кралството се разделя отново между синовете на Хлотар)
- Частично кралство Париж
  - Хариберт I, крал (561 – 567)

- Частично кралство Мец
  - Сигиберт I, крал (561 – 567)

- Частично кралство Соасон
  - Хилперих I, крал (561 – 567)

- Частично кралство Орлеан
  - Гунтрам I, крал (561 – 567)

(след това разделяне на кралството с други граници)
- Австразия
  - Сигиберт I, крал (567 – 575)
  - Хилдеберт II, крал (575 – 596)
  - Теодеберт II, крал (596 – 612)

- Неустрия
  - Хилперих I, крал (567 – 584)
  - Хлотар II, крал (584 – 628)

- Бургундия
  - Гунтрам I, крал (567 – 593)
  - Хилдеберт II, крал (593 – 596)
  - Теодорих II, крал (596 – 613)
  - Сигиберт II, крал (613)

- Хлотар II, крал на обидиненото кралство (613 – 629)
- Дагоберт I, крал (629 – 638)
  - Хариберт II, крал na Аквитания (626 – 632)
  - Хилперих Аквитански, крал na Аквитания (632)

(след това разделяне на кралството между синовете на Дагоберт)
- Австразия
  - Сигиберт III, крал (638 – 656)
  - Хилдеберт Осиновения (вероятно от Пипинидите, крал (656 – 662))
  - Хилдерих II, крал (662 – 675)

- Неустрия
  - Хлодвиг II, крал (638 – 657)
  - Хлотар III, крал (657 – 673)
  - Теодорих III, крал (673)

(673 – 675 късо обидинение на кралството при Хилдерих II)
- Австразия
  - Хлодвиг III, Хлодвиг вероятен син на Хлотар III, крал (675 – 676)
  - Дагоберт II, крал (676 – 678)

- Неустрия
  - Теодорих III, крал (675 – 691)

(687 Теодорих III е признат в Австразия за крал, отново обидинение на кралството)
- Хлодвиг III, крал (691 – 695)
- Хилдеберт III, крал (695 – 711)
- Дагоберт III, крал (711 – 715)
- Хилперих II, крал (715 – 721)
  - Хлотар IV, крал в Австразия (717 – 719)
- Теодорих IV, крал (721 – 737)

(след това Интерегнум)
- Хилдерих III, крал (743 – 751)

## КаролингииПипиниди(Арнулфинги)
- Пипин Стари, майордом (624 – 640)
- Гримоалд Стари, майордом (643 – 662)
- Пипин Средни, майордом (687 – 714)
- Карл Мартел, майордом (714 – 741)
- Карлман, майордом (741 – 747)
- Пипин Млади, майордом от 741, крал (751 – 768)
- Карломан I, крал (768 – 771)
- Карл Велики, крал (768 – 814), император (800 – 814)
  - Карл Млади, крал (800 – 811) в главната част на франките между Лоара и Елба под надзора на баща му Карл Велики
- Лудвиг Благочестиви, император (814 – 840)

(след това разделяне на империята между синовете на Лудвиг)
- Lotharii Regnum („Средно франкско кралство“)
  - Лотар I, крал (843 – 855), император (817/823 – 855) (823 – 840 съимператор)

- Източно франкско кралство
  - Лудвиг Немски, крал (843 – 876)

- Западно франкско кралство
  - Карл Плешиви, крал (843 – 877), император (875 – 877)

(с новото разделяне на империята чрез Договор от Вердюн Франкската империя прекратява да съществува през 843 г.; Каролингите измират в Лотарингия през 900 г., в Източото франкско кралство през 911 г. и в Западното франкско кралство през 987 г.)